# 류스원
류스원(중국어 간체자: 刘诗雯, 정체자: 劉詩雯, 병음: Liú Shīwén, 한자음: 유시문, 1991년 4월 12일~)은 중화인민공화국의 탁구 선수이다. 2009년 10월 광저우 월드컵에서의 우승과 ITTF 프로 투어에서 좋은 성적을 거두면서 2010년 1월 3일에 발표된 세계 랭킹에서 1위가 되었다. 류 선수는 2004년 8월에 세계 랭킹 95위를 기록하면서 100위권안에 진입한 후, 2007년 7월에 41위, 2009년 5월에 7위로 10위권안에 진입하게 된다. 성적이 보여주는 것처럼 천재 소녀라는 애칭을 받을 정도로 뛰어난 실력을 발휘하는 선수이다. 이미 2009년 중국 광저우시에서의 광저우 여자탁구 월드컵과 2012년 중국 황스에서의 탁구 월드컵 및 2013년 일본 고베 월드컵에서 모두 우승하였다. 한국에서 치러진 2013년 아시아 선수권 대회에서 단식에서는 우승을, 딩닝과 조를 이룬 여자 복식에서는 세계 랭킹 1위와 2위가 한조를 이루면서 주목을 받았으나 준우승에 그치고 말았다.